# Edvaldo Alves de Santa Rosa
Edvaldo Alves de Santa Rosa (Maceió,  26 de marzo de 1934-Río de Janeiro, 17 de septiembre de 2002), más conocido como Dida, fue un futbolista brasileño. Jugaba de volante o delantero.

## Trayectoria
Empezó en  el América Futebol Clube (AL), entre 1949 y 1950. Dida se encuentra entre los más grandes jugadores de la historia del Club Flamengo tales como su propio ídolo Zizinho así como Domingos da Guia, Leonidas da Silva y Zico.  

### Selección nacional
Ha sido internacional con la Selección de fútbol de Brasil en 6 ocasiones. Su debut como internacional se produjo en 1955. Marcó un total de 4 goles con su selección.
Con su selección ganó la Copa Mundial de Fútbol en 1958.

### Participaciones en Copas del Mundo
Participó en la Copa Mundial de Fútbol Suecia de 1958. Dida se proclamó campeón de ese Mundial con su selección ganando la final: Brasil 5:2 Suecia.

## Clubes

### Como jugador
- America Futebol Clube (Alagoas) - (Brasil) 1949 - 1950
- Centro Sportivo Alagoano - (Brasil) 1950 - 1953
- Clube de Regatas do Flamengo - (Brasil) 1949 - 1950
- Associação Portuguesa de Desportos - (Brasil) 1964 - 1965
- Junior de Barranquilla - (Colombia) 1966 - 1968

- Datos: Q2294362